# Djmawi Africa
Djmawi Africa (en árabe: 'بابيلون'‎)‎; es un grupo musical argelino, de estilo gnawa. Es una banda establecida en 2012. El grupo fundado en Argel, en una universidad, por el cantante Ahmed Ghouli, celebró su décimo aniversario el 31 de diciembre de 2014.

## Biografía
El grupo se formó en 2004 en Argel durante un concierto con estudiantes y se compone de 9 integrantes. Esa formación fue un gran éxito en la capital argelina, y después de unos años, el grupo goza de renombre internacional.
Han sido invitados a varios festivales, de todo el mundo, como el Uagadugú Jazz Festival, el Tribute to Africa Festival organizado por el Indian Council for Cultural Relations (ICCR), el Flying Carpet Festival, organizado por el MAI (Asociación de Ayuda a la Música Innovadora), o la undécima edición del Festival du monde arabe de Montréal.
En 2008, lanzan su primer álbum, Mama, siendo seguido por una gira por Argelia. Esta gira se retrató en un DVD titulado Mama Tour.
En 2013, el grupo lanza su 2º álbum Avancez l’arrière.
En 2016, uno de los miembros originales, Ahmed Djamil Ghouli deja el grupo para comenzar una carrera como solista bajo el nombre de "Djam".

## Composición del grupo
- Abdelaziz El ksouri : guitarra eléctrica;
- Amine Lamari : percusiones, flauta;
- Issam Bosli : canto, gumbri, guitarra;
- Fethi Nadjem : violón, mandola, kora;
- Karim Kouadria: bajo;
- Mhamed Shihadeh : clarinete, saxofón (soprano, alto);
- Nazim Ziad : batería;
- Zohir Ben Larbi : percusiones (djembée, derbouka, congas);
- Mehdi Kerbal : percusiones (se retiró del grupo a fines de 2009);
- Ahmed Ghouli : canto (se retitó del grupo en enero de 2016).

## Discografía
- 2007 : Mama (Belda Diffusion)
- 2011 : Echfa (Mama Tour) (DVD de concert)
- 2013 : Avancez l'arrière (Sous Sol Box)
- 2016 : El Best Of (KeyZit/Sous Sol Box)